# Eugenia nematopoda
Eugenia nematopoda är en myrtenväxtart som beskrevs av Ignatz Urban. Eugenia nematopoda ingår i släktet Eugenia och familjen myrtenväxter. Inga underarter finns listade i Catalogue of Life.